# Волга (фильм)
Волга — дебютный документальный фильм, созданный в 2015 — 2016 годах кинокомпанией «Волга XXI век», рассказывающий о крупнейшей европейской реке Волге, её природе, географии, истории людей, населяющих её берега.

## История создания фильма
Кинокомпания «Волга XXI век» была основана в Саратове в 2015 году, с целью создания первого фильма о Волге, в котором зритель мог бы увидеть всю реку от истока до устья. Для этого было проведено в общей сложности 10 экспедиций, в том числе 3 длительных выезда вдоль русла Волги, общий путь занял около пяти тысяч километров. Целью одной из экспедиций был зал славы немецкого народа Вальхалла в Баварии. Главной задачей экспедиций по Волге было запечатлеть красоты и примечательные места в формате 4K и с применением аэросъёмки квадрокоптером. 
Одной из примечательных сторон фильма является саундтрек, записанный екатеринбургским коллективом «Солнцеворот» и состоящий из русских народных песен в современной авторской обработке. 

## Аннотация к фильму
Три с половиной тысячи километров, миллионы тонн воды в час, крупнейшая река Европы и важнейшая река России. Ра, Итиль, Волга... Она известна с глубокой древности, её упоминали в своих трактатах античные ученые, путешественники, воители... Но так ли хорошо мы знаем эту реку сегодня? Начинаясь с маленького источника на Валдае и устремляя свои воды в древний Каспий, Волга проходит леса, горы, степи, встречает на своем пути миллионы людей и открывает им свои тайны... 

## Участие в фестивалях, награды
В 2016 году фильм принимал участие в самарском фестивале документального кино «Соль земли», позднее - в международном фестивале экологического кино в Куала-Лумпуре KLEFF-2016. В ноябре 2016 года фильм получил платиновый приз на международном фестивале независимого кино в Лас-Вегасе «Nevada film festival» в номинации Television Pilot. В 2017 году фильм признан лучшим в номинации «Документальное кино» на Сочинском кинофестивале «Sochi film festival». В 2018 году - лучший документальный фильм, премия «На Благо Мира».